# ジョン・オットー
ジョン・エヴァレット・オットー（John Everett Otto、1977年3月22日 - ）は、アメリカ合衆国のドラマー。リンプ・ビズキットのドラムス担当。

## 来歴
学生時代、ジャズのドラミング芸術を学んだ。ダグラス・アンダーソン学校でローカルバンドを結成。その後、活動を経て、1994年にリンプ・ビズキットを結成。
2004年11月、オットーがバンドから脱退したという噂が広がった。これらの結論は、リンプ・ビズキットの公式サイトのオットーの新しい写真が数か月間表示されなかったという事実が発端。また、オットーがベネディクト会の僧侶になったという噂も出てた。その後、公式サイトにオットーの写真が表示され、この噂を完全否定した。

## 音楽スタイル
ブラジル音楽やアフロキューバン音楽からビバップやファンクまで、様々なジャンルに影響受けている。
オレンジカウンティのドラムとパーカッションとジルジャンのシンバルとスティックを演奏する。彼はまた、Pearl HardwareとRemoのドラムヘッドを長年支持している。最近は、Gibraltar Hardwareに切り替えた。